# 20000
20000（二万、にまん）は自然数、また整数において、19999の次で20001の前の数である。

## 性質
- 20000は合成数であり、約数は 1, 2, 4, 5, 8, 10, 16, 20, 25, 32, 40, 50, 80, 100, 125, 160, 200, 250, 400, 500, 625, 800, 1000, 1250, 2000, 2500, 4000, 5000, 10000, 20000 である。
  - 約数の和は49203。
- 1/20000 = 0.00005 
  - 割合では0.005%(50ppm)
- 2954番目のハーシャッド数である。1つ前は19980、次は20001。
  - 2を基とする11番目のハーシャッド数である。1つ前は11000、次は100010。

## その他 20000 に関連すること
- 20000系
- 20000メートル競歩、20000メートル競走はいずれも陸上競技種目。
- 20000Hz以上の音のことを超音波という。

## 20001 から 29999 までの整数
- 20063 - ソフィー・ジェルマン素数
- 20081 - Motorola 68K (CPU) の、no operation (NOP)の命令
- 20160 - 高度合成数。56周（56×360）。
- 20161 - 2つの過剰数の和として表すことができない最大の数、スーパー素数
- 20230 - 五角錐数[1]
- 20249 - ソフィー・ジェルマン素数
- 20327 - 安全素数
- 20369 - ソフィー・ジェルマン素数
- 20393 - ソフィー・ジェルマン素数
- 20411 - ソフィー・ジェルマン素数
- 20441 - ソフィー・ジェルマン素数
- 20480 = 212 × 5。素因数分解形が 2i × 5j の数、1つ前は20000、次は25000。
- 20507 - 安全素数
- 20540 - 四角錐数[2]
- 20569 - テトラナッチ数[3]
- 20736 = 四乗数、124 = 1442 = 28×34 = 24×24×34 = 24×64。六進法で240000、十二進法で10000。素因数分解形が 2i × 3j の数、1つ前は18432、次は23328。
- 20753 - ソフィー・ジェルマン素数
- 20759 - ソフィー・ジェルマン素数
- 20771 - ソフィー・ジェルマン素数
- 20789 - ソフィー・ジェルマン素数
- 20879 - ソフィー・ジェルマン素数
- 20963 - ソフィー・ジェルマン素数
- 21000 = 23 × 3 × 53 × 7。
- 21011 - ソフィー・ジェルマン素数
- 21011, 21013, 21017, 21019 - 20番目の四つ子素数
- 21147 - ベル数[4]
- 21179 - ソフィー・ジェルマン素数かつ安全素数 (42番目) [5]、スーパー素数
- 21181 - シェルピンスキーの問題において、Seventeen or Bustプロジェクトにより発見された6個の数のひとつ
- 21221 - ソフィー・ジェルマン素数
- 21227 - 安全素数
- 21341 - ソフィー・ジェルマン素数
- 21544 - 10の実数範囲内の立方根{\displaystyle \left(={\sqrt[{3}]{10}}\right)}のその近似値
- 21600 = 25 × 33 × 52 、高度合成数。
- 21856 - 八面体数[6]
- 21952 = 283 = 1 × 2 × 4 × 7 × 14 × 28、完全数28の約数の積で表せる数である。(4 × 7)3。(4n)3で n が奇数のとき、1つ前は8000、次は46656。
- 21978 - 十進法において、4を掛けると逆順に並ぶ数(21978 × 4 = 87912)[7]
- 22026 - {\displaystyle e^{10}}の近似値
- 22050 - 五角錐数[1]
- 22140 - 四角錐数[2]
- 22222 - 第1定義のカプレカ数[8]
- 22271 - ソフィー・ジェルマン素数
- 22271, 22273, 22277, 22279 - 21番目の四つ子素数
- 22699 - シェルピンスキーの問題において、Seventeen or Bustプロジェクトにより発見された6個の数のひとつ

- 22943 - ソフィー・ジェルマン素数かつ安全素数 (46番目)
- 23039 - 安全素数
- 23099 - ソフィー・ジェルマン素数かつ安全素数 (47番目)
- 23159 - 安全素数
- 23279 - ソフィー・ジェルマン素数
- 23321 - ソフィー・ジェルマン素数
- 23328 = 65 × 3 = 66 ÷ 2 。六進法で 300000 となる。3×6n の数、1つ前は3888、次は139968。素因数分解形が 2i × 3j の数、1つ前は20736、次は24576。
- 23339 - ソフィー・ジェルマン素数
- 23399 - 安全素数
- 23409 = 13 + 23 + 33 + … + 173 、1から17の整数の3乗の和[9]
- 23821 - 四角錐数[2]
- 23969 - 八面体数[6]
- 23976 - 五角錐数[1]
- 24000 = 3 × 26 × 53。二十進法で 3000 となる。3×20n の数、1つ前は1200、次は480000。
- 24024 - 1〜4と6〜8と11〜14の最小公倍数
- 24211 - ツァイゼル数[10]
- 24389 = 293
- 24476 - リュカ数[11]
- 24495 - 6の平方根 {\displaystyle {\sqrt {6}}} の近似値
- 24601 - 小説「レ・ミゼラブル」の中でのジャン・ヴァルジャンの囚人番号（但し、日本語版ミュージカルでは24653）
- 24737 - シェルピンスキーの問題において、Seventeen or Bustプロジェクトにより発見された6個の数のひとつ
- 25000 = 23 × 55。素因数分解形が 2i × 5j の数、1つ前は20480、次は25600。
- 25085 - ツァイゼル数[10]
- 25119 - 104(=10000)の十乗根{\displaystyle \left(={\sqrt[{10}]{10000}}\right)}(102(=100)の五乗根{\displaystyle \left(={\sqrt[{5}]{100}}\right)})の近似値
- 25200 - 高度合成数
- 25201
- 25205 - その階乗が10100000未満となる最大の数
- 25301, 25303, 25307, 25309 - 22番目の四つ子素数
- 25585 - 四角錐数[2]
- 25600 - 1602 = 210 × 52
- 25919 - ソフィー・ジェルマン素数かつ安全素数 (54番目) 、スーパー素数
- 25920 - 26×34×5 = 160×162
- 25921 - 1612 = 72 × 232
- 26011 - 五角錐数[1]162
- 26189 - ソフィー・ジェルマン素数、スーパー素数
- 26214 - 八面体数[6]
- 26244 - 1622 = 24 × 38
- 26569 = 1632
- 26861 - 4m − 1 型の素数と 4m + 1 型の素数の個数を比べたとき初めて 4m + 1 型の素数の個数の方が上回る最小の数である。(オンライン整数列大辞典の数列 A007350)
- 27000 = 303 = (2 × 3 × 5)3 、3つの素数の積から成る数の立方数では最小。
- 27183 - ネイピア数の近似値
- 27434 - 四角錐数[2]
- 27559 - ツァイゼル数[10]
- 27648 = 11 × 22 × 33 × 44。十二進法では14000(12)。
- 27720 - 高度合成数、1から12までの全てで割り切れる、最小の数。1から11までの全て数で割り切れる、これより小さい数は存在しない。
- 27846 - 調和数[12]
- 28158 - 五角錐数[1]
- 28561 = 134 [13][14] = 1692
- 28595 - 八面体数[6]
- 28643 - ソフィー・ジェルマン素数かつ安全素数 (58番目)　、スーパー素数
- 28657 - フィボナッチ数[15]、マルコフ数[16]
- 28798 - 34を基とする最小のハーシャッド数
- 28800 = 27 × 32 × 52
- 28900 = 1702
- 29241 = 13 + 23 + 33 + … + 183 、1から18の整数の3乗の和[9]
- 29341 - カーマイケル数[17]
- 29370 - 四角錐数[2]
- 29483 - ソフィー・ジェルマン素数かつ安全素数 (60番目) 、スーパー素数
- 29791 = 313
- 29988 - 36を基とする最小のハーシャッド数